# Елмор Джеймс
Елмор Джеймс (на английски: Elmore James) е американски блус музикант – китарист, певец и автор на песни.
Роден е на 27 януари 1918 година в Ричланд, щата Мисисипи, като извънбрачно дете на малолетна афроамериканка. От ранна възраст започва да свири на дидли лък и през 30-те години работи с местни блус музиканти, сред които е и Сони Бой Уилямсън II. През Втората световна война служи във флота в Тихия океан, а след войната започва да свири на електрическа китара, изработвайки собствени модели. От 1951 година започва да записва музика с различни музиканти, а през следващата година песента му „Dust My Broom“ внезапно се превръща в голям хит. През следващите години се налага като един от водещите слайд китаристи.
Елмор Джеймс умира от инфаркт на 24 май 1963 година в Чикаго.